# 張魁宿
張魁宿（？年—1634年），號大思，山西平阳府猗氏县杨姚里人。明末政治人物。

## 生平
父亲张启蒙，是萬曆十年（1582年）壬午科舉人，历任河南嵩县教谕、陕西三水县知县。
张魁宿中萬曆三十四年（1606年）丙午科山西乡试舉人，崇祯四年（1631年）成辛未科进士。都察院观政后，授河间府推官，宣鎮清軍，崇祯七年去世。